# کرکس (کمیک)
کرکس (انگلیسی: Vulture) نام مستعار تعدادی از تبهکاران خیالی در کمیک‌های مارول است. شخصیت اصلی که از این نام استفاده می‌کرد آدرین تومز نام دارد و یکی از دشمنان مرد عنکبوتی است. این شخصیت بعد از آفتاب‌پرست بیشتر تقابل را با مرد عنکبوتی داشته‌است. در سال‌های اخیر شخصیت‌های دیگری نیز این نام را برای خود برگزیده‌اند، اما تومز بیشترین حضور را داشته‌است.
مایکل کیتون در نقش این شخصیت در فیلم مرد عنکبوتی: بازگشت به خانه (۲۰۱۷) حضور پیدا کرد.

## زندگی‌نامه
کرکس با نام واقعی آدرین تومز در ابتدا یک پیرمرد متخصص در علوم مکانیک بود اما بعد از اینکه شریک تجاری وی به او خیانت کرد خود را با ساخت دو بال مکانیکی به یکی از بزرگترین تبهکاران صنعتی در شهر نیویورک تبدیل کرد. وی اخیراً دونبال راهی برای جوان‌سازی خود می‌باشد.